# Erik Josten
Erik Stephan Josten, più noto come Erik Josten, è un personaggio dei fumetti pubblicato dalla Marvel Comics.
Erik Josten ha usato nel corso del tempo quattro nomi di battaglia:
1. Power Man è apparso la prima volta in The Avengers (vol. 1[1]) n. 21 - I serie (ottobre 1965, sulla copertina creato da Jack Kirby (disegni) e Don Heck (chine)), creato da Stan Lee (testi), Don Heck (disegni) e Wally Wood (chine).
2. Smuggler è apparso la prima volta in Peter Parker, the Spectacular Spider-Man (vol. 1) n. 49 (dicembre 1980)[3], creato da Roger Stern (testi), Jim Mooney (disegni) e Bruce D. Patterson (chine).
3. Golia è apparso la prima volta in Iron Man Annual (vol. 1) n. 7 (1984), creato da Bob Harras (testi), Luke McDonnell (disegni) e Ian Akin, Brian Garvey (chine).
4. Atlas è apparso la prima volta in The Incredible Hulk (vol. 2) n. 449 (gennaio 1997)[4], creato da Peter David (testi), Mike Deodato Jr. (disegni) e Tom Wegrzyn (chine).

## Biografia del personaggio
Erik Josten nasce a Milwaukee, in Wisconsin. Lavora come mercenario fino al giorno in cui, grazie all'aiuto dell'Incantatrice, viene sottoposto ad un trattamento ionico (con una macchina creata dal barone Heinrich Zemo) che lo rende super-forte. Coniato il nome Power Man, diventa il partner dell'Incantatrice, prima, e dello Spadaccino (Jacques Duquesne), poi, con i quali combatte i Vendicatori. Durante la sua carriera ha lavorato per il Teschio Rosso, sempre assieme allo Spadaccino, e per il Mandarino, inoltre, è stato un membro della Legione Letale.
Successivamente, Josten si scontra con Luke Cage, che voleva per sé il nome Power Man. Nella lotta tra i due sarà quest'ultimo a prevalere. Josten entra a far parte della nuova Legione Letale del Conte Nefaria che però lo tradisce rubandogli i poteri.
Con la sua forza diminuita Erik decide di mettersi in proprio e cambiare il proprio nome in Smuggler. In questa nuova identità si incontra con l'Uomo Ragno, che prima lo combatte e poi lo salva da un attentato ideato dal Maggia.
L'incontro con il dottor Karl Malus, dona a Josten l'abilità di accrescere la propria taglia (usando un derivato delle particelle Pym) e un nuovo nome, Golia. Con questo nuovo potere combatte James Rhodes, nei panni di Iron Man, e i Vendicatori della Costa Ovest, finendo tuttavia sconfitto.
Durante la saga Atti di vendetta si scontra di nuovo con l'Uomo Ragno che lo batte un'altra volta, avendo momentaneamente i poteri cosmici di Capitan Universo.
Sotto la guida del Sinistro Mietitore, si batte ancora con i Vendicatori della Costa Ovest, mentre sotto quella del secondo Barone Zemo entra in una nuova formazione dei Signori del male, grazie ai quali riesce ad espugnare la base dei Vendicatori e a mandare in coma addirittura il potente Ercole.
Rinchiuso nella Volta dopo un nuovo atto di vendetta contro l'Uomo Ragno, tenta di evadere ma è fermato dai Vendicatori e dalla Freedom Force.
In seguito combatte Wonder Man nel tentativo di rifarsi un nome, e successivamente si batte anche con Giant-Man, Ant-Man, e Clint Barton, nuovamente nei panni di Golia.
Diventa una vittima dei criminali Kosmosiani ma viene salvato da Giant-Man.
Entra nella prima formazione dei Thunderbolts, assumendo l'identità di Atlas, convertendosi iniziando una carriera da eroe, ruolo che tuttavia manterrà in seguito.
Colpito da un'arma del Conte Nefaria, diviene una creatura di pura energia ionica e possiede il corpo di Dallas Riordan, la donna che ama.
La separazione da Dallas lo lascia senza poteri, ma grazie a Fixer riguadagna la capacità di cambiare taglia grazie alle particelle Pym, ed in seguito sfruttando l'energia ionica contenuta nella Riordan (che però diventerà una paraplegica, fino a che Josten non le ridarà una parte dell'energia rubata).

### Civil War
Atlas è uno dei supereroi che deciderà di non registrarsi come agente governativo, appoggiando la fazione di capitan America contro la fazione di Iron Man. Verrà ucciso in seguito dal clone di Thor.

## Poteri e abilità
Josten è dotato di super-forza, dono della macchina del Barone Zemo. In seguito acquisisce la possibilità di alterare la propria taglia, sfruttando vari metodi.

## Altri media

### Televisione
Eric Josten / Atlas / Golia compare in Avengers Assemble.

### Videogiochi
Eric Josten / Atlas / Golia compare nel DLC dei Thunderbolts in LEGO Marvel's Avengers.